# Costes d'Armor
Costes d'Armor o Costes del Litoral (22) (en francès Côtes-d'Armor, en bretó Aodoù-an-Arvor, en gal·ló Caouwt' d'Armor) és un departament francès situat a la Bretanya.

## Districtes
- Districte de Saint-Brieuc
- Districte de Dinan
- Districte de Guingamp
- Districte de Lannion

## Història
El departament de les Costes d'Armor és un dels vuitanta-tres departaments originals creats durant la Revolució Francesa, el 4 de març de 1790 (en aplicació de la llei del 22 de desembre de 1789). Va ser creat a partir d'una part de l'antiga província de Bretanya.
Durant dos segles, el departament portà el nom de Côtes-du-Nord (Costes del Nord). Nom llargament criticat, el Consell general es mostrà favorable al canvi de denominació l'any 1962. Però no va ser fins al 1990 que s'oficialitzà el canvi pel nom de Côtes-d'Armor (Costes del Litoral).